# Чечельницкий район
Чечельни́цкий райо́н (укр. Чечельницький район) — упразднённая административная единица на юго-востоке Винницкой области Украины. Административный центр — посёлок городского типа Чечельник.

## География
Площадь — 760 км² (25-е место среди районов).
Основные реки — Савранка, …

## История
Район образован в Тульчинском округе в марте 1923 года с центром — с. Чечельник.
С 27 февраля 1932 года — в Винницкой области.
28 ноября 1957 года к Чечельницкому району был присоединён Ольгопольский район. 21 января 1959 года к Чечельницкому району была присоединена часть территории упразднённого Ободовского района.
В 1962 году поглощён Бершадским районом, восстановлен в декабре 1966 года.

## Демография
Население района составляет 22 265 человек (на 1 июня 2013 года), в том числе городское население 5 148 человек (23,12 %), сельское — 17 117 человек (76,88 %).

## Административное устройство
Количество советов (рад):
- городских — 0
- поселковых — 1
- сельских — 15

## Населённые пункты
Количество населённых пунктов:
- городов районного значения — 0
- посёлков городского типа — 1 (Чечельник)
- сёл — 21 (Ольгополь)
- посёлков сельского типа — 0

Всего насчитывается 22 населенных пункта.